# 原翔太
原 翔太（はら しょうた、1992年7月18日 - ）は、長野県伊那市出身の陸上競技選手。専門は短距離走。100mで10秒13、200mで20秒33（日本歴代10位）の自己ベストを持つ。2014年仁川アジア大会の日本代表。

## 経歴
長野県伊那市出身。伊那市立伊那中学校、長野県高遠高等学校、上武大学ビジネス情報学部卒業。スズキ浜松アスリートクラブ所属。

### 高校生時代まで
陸上は伊那中学校に進学してから始める。それまでは野球をやっていてセンターを守っていたが、バッティングが嫌いということもあり、母と姉が陸上をやっていた影響から中学では陸上部に入部。中学時代は県大会決勝に進出したものの全国大会には出場できなかった。
高校は高遠高校に進学。棒高跳が盛んな学校のため陸上部に短距離専門の男子は原しかおらず、練習メニューは自分で考えていた。2年の春に初めて10秒台をマーク。3年になって100mと200mでインターハイ初出場を果たした。100mでは出場選手の中で8番目のタイム（10秒63）を持っていたが準決勝で敗退。高校時代の自己ベストは100mが10秒63、200mが21秒60。

### 大学生時代
陸上部の小川嘉孝監督と不破弘樹に声を掛けてもらい、大学は群馬にある上武大学に進学。前半型だったという走りは徐々に後半型になっていった。後半が強くなり始めたと意識したのは2013年からだという。なお、200mは100mの後半につなげるために取り組んでいて、本人は昔から100mがメインだという気持ちが強い。しかし、2013年から「200mも専門かな」と考えるようになってきたという。また、小川嘉孝監督は「400mも1本だけならかなり走れると思います」とコメントしている。

#### 2013年
- 5月、関東インカレ2部200mの予選で自身初の20秒台となる20秒90（+1.3）をマークし、従来の大会記録を0秒20更新した。準決勝は20秒92（+1.2）で通過し、決勝は追い風参考記録ながら20秒57（+2.6）の好タイムで制した。100mは1位と同タイム着差ありの2位、4×100mリレーは3位に入り、2部の男子最優秀選手に選出された[5]。
- 8月、関東選手権200mを自己ベスト（当時）の20秒86（-0.7）で制し、翌年の日本選手権の参加資格を得た。
- 9月、日本インカレの4×100mリレーで左ハムストリングの肉離れを起こし、100mと200mを欠場。更に翌月の国民体育大会も長野県代表のリレーメンバーに選ばれていたが直前で辞退した。初めてMRI検査を受け、1ヶ月間走ることができないという初の大きなけがを経験した[3]。

#### 2014年
- 5月3日、静岡国際200m予選で20秒49（+0.4）をマークし、それまでの自己ベスト20秒86（-0.7）を大幅に更新した。
- 5月、関東インカレ2部100mで自己ベスト（当時）及び従来の大会記録を上回る10秒39（+1.5）をマークするも、山縣亮太（10秒23）に敗れ2年連続の2位。4×100mリレーも山縣率いる慶應義塾大学に敗れ2位に終わったが、200mでは日本歴代11位タイ（当時）・学生歴代7位タイの記録となる20秒41（0.0）をマークし、2位の山縣に0秒21差をつけて優勝。2年連続で2部の男子最優秀選手に選出された[6]。
- 6月、日本選手権に初出場を果たす。100mと200mにエントリーし、200m予選を20秒62（+1.5）で通過して決勝に進出した。200mの決勝は100m予選の約1時間45分後のため、周りからは200mに集中したほうがいいと言われたが、後悔したくない気持ちから100mにも出場し、10秒43（+1.4）で予選を通過した[1]。200m決勝はアジア大会の派遣設定A（20秒28）突破者1名、B（20秒50）突破者5名が出場するハイレベルなレースとなった。レース前には優勝できるなんて1％も思っていなかったが[7]、レースでは持ち味である後半の伸びでゴール直前に髙瀬慧をかわして0秒01差で優勝。インハーハイや日本インカレでタイトルはおろか入賞経験もない選手が日本選手権優勝という快挙を達成し、更に上武大学陸上部初の日本選手権優勝者となった[4]。翌日の100m準決勝は疲労もあり最下位に終わったが、大会の翌日にアジア大会日本代表に内定し、上武大学陸上部初の日本代表選手（年代別を除く）となった[4]。
- 7月6日、中国の金華で開催された日中韓3カ国陸上の4×100mリレーに出場。初めての海外レースを経験し、同時に初めて日の丸を背負った。
- 9-10月、韓国の仁川で開催されたアジア大会に出場し、主要国際大会に初出場を果たした。200mは今季アジアランキング4位、出場選手の中では3番目のタイムを持っていたが、決勝に進出するも20秒89（+0.3）で5位[8]。4×100mリレーは予選でアンカーを務めて決勝進出に貢献したが[9]、決勝は出番なしに終わった。

### 社会人時代

#### 2015年
- 4月1日、スズキ自販東京に入社。配属先は東京都のスズキアリーナ赤羽。同時にスズキ浜松アスリートクラブに加入[10]。
- 5月、セイコーゴールデングランプリ陸上2015川崎の男子200mで6位入賞[11]。
- 6月、中国の武漢で開催されたアジア選手権の200mに出場し、7位入賞を果たした。

#### 2016年
- 6月25-26日、日本選手権の200mに出場すると、25日の予選でリオデジャネイロオリンピックの参加標準記録（20秒50）を突破する20秒45（-0.1）をマークして決勝に進出した[12]。翌日の決勝では2年ぶりに自己ベストを0秒08更新し、日本歴代8位の記録となる20秒33（+1.8）をマーク。リオデジャネイロオリンピックの派遣設定記録（20秒28）を突破して優勝した飯塚翔太（20秒11）、既に派遣設定記録を突破している高瀬慧（20秒31）に次いで3位に入ったが、派遣設定記録には0秒05届かなかった。そのため、既に派遣設定記録を突破している藤光謙司（怪我のため20秒77で6位）との選考で敗れ、3位になったもののリオデジャネイロオリンピック日本代表の座を逃した[13]。

#### 2017年
- 6月4日、布勢スプリント100mで10秒13（+1.9）の自己ベストをマーク。1年前の同じ大会でマークした自己ベスト（10秒31）を大幅に更新し、ロンドン世界選手権の参加標準記録（10秒12）に肉薄した。
- 6月25日、日本選手権200m決勝は20秒77（+0.3）で4位に終わり、2大会連続の表彰台には0秒22及ばなかった。また、この決勝で右脚を負傷したため、出場予定だった7月のアジア選手権（男子200m）を辞退した[14]。

## 自己ベスト
- 記録欄の（　）内の数字は風速（m/s）で、+は追い風、-は向かい風を意味する。

| 種目 | 記録          | 年月日        | 場所     | 備考         |
| ---- | ------------- | ------------- | -------- | ------------ |
| 100m | 10秒13 (+1.9) | 2017年6月4日  | 鳥取市   |              |
| 200m | 20秒33 (+1.8) | 2016年6月26日 | 名古屋市 | 日本歴代10位 |

## 主な成績
- 備考欄の記録は当時のもの

### 国際大会
| 年         | 大会                | 場所       | 種目    | 結果       | 記録          | 備考     |
| ---------- | ------------------- | ---------- | ------- | ---------- | ------------- | -------- |
| 2014 (大4) | 日中韓3カ国交流陸上 | 金華       | 4x100mR | 3位        | 40秒72 (4走)  |          |
| 2014 (大4) | アジア大会          | 仁川       | 200m    | 5位        | 20秒89 (+0.3) |          |
| 2014 (大4) | アジア大会          | 仁川       | 4x100mR | 予選2組1着 | 39秒18 (4走)  | 決勝進出 |
| 2015 (社1) | アジア選手権        | 武漢       | 200m    | 7位        | 21秒16 (+1.0) |          |
| 2015 (社1) | 日中韓3カ国交流陸上 | 札幌       | 200m    | 優勝       | 20秒50 (+2.1) |          |
| 2016 (社2) | 日中韓3カ国交流陸上 | 金泉       | 4x100mR | 優勝       | 38秒77 (4走)  |          |
| 2016 (社2) | デカネーション      | マルセイユ | 200m    | 2位        | 20秒63 (-0.4) |          |
| 2017 (社3) | デカネーション      | アンジェ   | 200m    | 2位        | 20秒65 (+0.4) |          |

### 日本選手権
- 4x100mRは日本選手権リレーの成績

| 年         | 大会    | 場所     | 種目    | 結果         | 記録          | 備考              |
| ---------- | ------- | -------- | ------- | ------------ | ------------- | ----------------- |
| 2014 (大4) | 第98回  | 福島市   | 100m    | 準決勝2組8着 | 10秒57 (+0.8) |                   |
| 2014 (大4) | 第98回  | 福島市   | 200m    | 優勝         | 20秒62 (+0.9) |                   |
| 2014 (大4) | 第98回  | 横浜市   | 4x100mR | 6位          | 40秒34 (4走)  |                   |
| 2015 (社1) | 第99回  | 新潟市   | 100m    | 予選3組6着   | 10秒69 (+0.2) |                   |
| 2015 (社1) | 第99回  | 新潟市   | 200m    | 5位          | 20秒88 (+0.8) |                   |
| 2016 (社2) | 第100回 | 名古屋市 | 200m    | 3位          | 20秒33 (+1.8) | 日本歴代8位(当時) |
| 2017 (社3) | 第101回 | 大阪市   | 200m    | 4位          | 20秒77 (+0.3) |                   |
| 2018 (社4) | 第102回 | 山口市   | 100m    | 予選2組DNS   | 記録なし      |                   |
| 2018 (社4) | 第102回 | 山口市   | 200m    | 予選2組6着   | 20秒99 (+0.5) |                   |

### その他
- 主要大会を記載

| 年         | 大会                     | 場所                 | 種目    | 結果         | 記録          | 備考                          |
| ---------- | ------------------------ | -------------------- | ------- | ------------ | ------------- | ----------------------------- |
| 2010 (高3) | インターハイ             | 沖縄市               | 100m    | 準決勝1組4着 | 11秒11 (-2.5) |                               |
| 2010 (高3) | インターハイ             | 沖縄市               | 200m    | 予選5組4着   | 22秒15 (-0.2) |                               |
| 2010 (高3) | 国民体育大会             | 千葉市               | 100m    | 準決勝2組5着 | 10秒71 (+1.4) |                               |
| 2010 (高3) | 国民体育大会             | 千葉市               | 4x100mR | 2位          | 40秒17 (2走)  |                               |
| 2010 (高3) | 日本ジュニア選手権       | 名古屋市             | 100m    | 予選2組5着   | 10秒76 (+0.7) |                               |
| 2010 (高3) | 日本ジュニア選手権       | 名古屋市             | 200m    | 予選3組5着   | 21秒53 (+2.4) |                               |
| 2011 (大1) | 関東インカレ (2部)       | 東京都               | 100m    | 5位          | 11秒08 (-2.7) |                               |
| 2011 (大1) | 関東インカレ (2部)       | 東京都               | 200m    | 5位          | 21秒98 (-3.6) |                               |
| 2011 (大1) | 関東インカレ (2部)       | 東京都               | 4x100mR | 優勝         | 40秒72 (2走)  |                               |
| 2011 (大1) | 日本学生個人選手権       | 平塚市               | 100m    | 予選2組6着   | 10秒86 (+1.0) |                               |
| 2011 (大1) | 日本学生個人選手権       | 平塚市               | 200m    | 準決勝2組3着 | 21秒62 (+1.5) |                               |
| 2011 (大1) | 日本インカレ             | 熊本市               | 200m    | 予選3組4着   | 21秒70 (+1.9) |                               |
| 2011 (大1) | 日本インカレ             | 熊本市               | 4x100mR | 予選2組8着   | 41秒55 (2走)  |                               |
| 2011 (大1) | 国民体育大会             | 山口市               | 100m    | 準決勝1組8着 | 10秒73 (+1.3) |                               |
| 2012 (大2) | 関東インカレ (1部)       | 東京都               | 100m    | 準決勝2組8着 | 10秒84 (+0.5) |                               |
| 2012 (大2) | 関東インカレ (1部)       | 東京都               | 200m    | 準決勝1組6着 | 21秒48 (-0.3) |                               |
| 2012 (大2) | 関東インカレ (1部)       | 東京都               | 4x100mR | 予選2組5着   | 41秒31 (2走)  |                               |
| 2012 (大2) | 日本インカレ             | 東京都               | 100m    | 準決勝2組4着 | 10秒84 (-1.1) |                               |
| 2012 (大2) | 国民体育大会             | 岐阜市               | 4x100mR | 準決勝1組3着 | 40秒35 (2走)  |                               |
| 2013 (大3) | 関東インカレ (2部)       | 東京都 横浜市        | 100m    | 2位          | 11秒01 (-3.8) | 1位と同タイム着差あり         |
| 2013 (大3) | 関東インカレ (2部)       | 東京都 横浜市        | 200m    | 優勝         | 20秒57 (+2.6) | 予選20秒90 (+1.3)：自己ベスト |
| 2013 (大3) | 関東インカレ (2部)       | 東京都 横浜市        | 4x100mR | 3位          | 40秒73 (2走)  |                               |
| 2013 (大3) | 日本インカレ             | 東京都               | 4x100mR | 予選3組7着   | 41秒14 (2走)  |                               |
| 2014 (大4) | 静岡国際                 | 袋井市               | 200m    | 6位          | 20秒74 (+0.8) | 予選20秒49 (+0.4)：自己ベスト |
| 2014 (大4) | 関東インカレ (2部)       | 熊谷市 横浜市        | 100m    | 2位          | 10秒39 (+1.5) | 自己ベスト                    |
| 2014 (大4) | 関東インカレ (2部)       | 熊谷市 横浜市        | 200m    | 優勝         | 20秒41 (0.0)  | 大会記録 学生歴代7位タイ      |
| 2014 (大4) | 関東インカレ (2部)       | 熊谷市 横浜市        | 4x100mR | 2位          | 40秒52 (4走)  |                               |
| 2014 (大4) | Spitzen Leichathletik    | ルツェルン           | 200m    | B組4位       | 20秒84 (-0.8) |                               |
| 2014 (大4) | ナイトオブアスレチックス | ヒュースデンゾルダー | 200m    | 優勝         | 20秒63 (-0.1) |                               |
| 2014 (大4) | 日本インカレ             | 熊谷市               | 200m    | 2位          | 20秒71 (-0.1) |                               |
| 2014 (大4) | 日本インカレ             | 熊谷市               | 4x100mR | 予選4組4着   | 40秒13 (4走)  |                               |
| 2014 (大4) | 国民体育大会             | 諫早市               | 4x100mR | 7位          | 40秒12 (2走)  |                               |
| 2015 (社1) | 織田記念                 | 広島市               | 100m    | 予選2組7着   | 10秒87 (-0.5) |                               |
| 2015 (社1) | 織田記念                 | 広島市               | 200m    | 7位          | 21秒10 (+1.5) |                               |
| 2015 (社1) | ゴールデングランプリ川崎 | 川崎市               | 200m    | 6位          | 20秒95 (-0.5) |                               |
| 2015 (社1) | 南部記念                 | 札幌市               | 100m    | 4位          | 10秒50 (+1.6) |                               |
| 2015 (社1) | トワイライト・ゲームス   | 東京都               | 100m    | 8位          | 10秒55 (+1.3) |                               |
| 2015 (社1) | 国民体育大会             | 和歌山市             | 100m    | 準決勝3組3着 | 10秒57 (+0.8) |                               |
| 2015 (社1) | 国民体育大会             | 和歌山市             | 4x100mR | 7位          | 40秒34 (4走)  |                               |
| 2016 (社2) | 出雲陸上                 | 出雲市               | 100m    | 優勝         | 10秒58 (-0.7) |                               |
| 2016 (社2) | 静岡国際                 | 袋井市               | 200m    | 3位          | 20秒73 (+1.0) |                               |
| 2016 (社2) | ゴールデングランプリ川崎 | 川崎市               | 200m    | 4位          | 20秒77 (-0.6) |                               |
| 2016 (社2) | 布勢スプリント           | 鳥取市               | 100m    | 6位          | 10秒31 (-0.5) | 自己ベスト                    |
| 2016 (社2) | 国民体育大会             | 北上市               | 100m    | 7位          | 10秒51 (+0.8) |                               |
| 2016 (社2) | 国民体育大会             | 北上市               | 4x100mR | 予選6組3着   | 41秒04 (4走)  | 準決勝進出                    |
| 2017 (社3) | 静岡国際                 | 袋井市               | 200m    | 6位          | 21秒30 (+0.2) |                               |
| 2017 (社3) | ゴールデングランプリ川崎 | 川崎市               | 200m    | 4位          | 21秒03 (-2.0) |                               |
| 2017 (社3) | 布勢スプリント           | 鳥取市               | 100m    | 3位          | 10秒13 (+1.9) | 自己ベスト                    |
| 2017 (社3) | 国民体育大会             | 松山市               | 100m    | 準決勝1組4着 | 10秒42 (+0.5) |                               |
| 2017 (社3) | 国民体育大会             | 松山市               | 4x100mR | 予選1組1着   | 40秒34 (2走)  | 準決勝進出                    |
| 2018 (社4) | 織田記念                 | 広島市               | 100m    | 8位          | 10秒55 (+1.3) |                               |
| 2018 (社4) | 静岡国際                 | 袋井市               | 200m    | 2位          | 20秒75 (+0.3) |                               |
| 2018 (社4) | ゴールデングランプリ大阪 | 大阪市               | 200m    | 6位          | 20秒65 (+0.9) |                               |
| 2018 (社4) | ゴールデングランプリ大阪 | 大阪市               | 4x100mR | 2位          | 38秒64 (2走)  |                               |
| 2019 (社5) | 静岡国際                 | 袋井市               | 200m    | 2位          | 20秒97 (-0.2) |                               |
| 2019 (社5) | ゴールデングランプリ大阪 | 大阪市               | 200m    | 9位          | 21秒03 (-0.4) |                               |
| 2019 (社5) | 布勢スプリント           | 鳥取市               | 100m    | 予選3組2着   | 10秒34 (+1.7) |                               |
| 2019 (社5) | トワイライト・ゲームス   | 横浜市               | 100m    | 4位          | 10秒55 (+0.2) |                               |